# K+
K+ là dịch vụ truyền hình trả tiền dựa trên hệ thống truyền hình vệ tinh và OTT do Công ty TNHH Truyền hình số vệ tinh Việt Nam (VSTV) sở hữu. VSTV là liên doanh giữa Đài Truyền hình Việt Nam (VTV), công ty Canal+ Overseas (trực thuộc tập đoàn truyền hình trả tiền Canal+ của Pháp).

## Lịch sử
Tiền thân của K+ là dịch vụ truyền hình kỹ thuật số qua vệ tinh (DTH), do Trung tâm kỹ thuật truyền hình cáp Việt Nam (VCTV, nay là VTVcab) cung cấp.
- Tháng 2 năm 2004[1]: Đài Truyền hình Việt Nam (VTV) được Bộ Văn hoá - Thông tin cấp phép cung cấp dịch vụ truyền hình trả tiền sử dụng hệ thống truyền hình kỹ thuật số vệ tinh (DTH).
- Ngày 15 tháng 10 năm 2004[2]: Trung tâm Kỹ thuật Truyền hình cáp Việt Nam (VCTV) bắt đầu phát sóng thử nghiệm chương trình truyền hình vệ tinh.
- Ngày 1 tháng 11 năm 2004[2]: Chính thức cung cấp dịch vụ truyền hình kỹ thuật số vệ tinh (DTH).
- Từ tháng 4[3] năm 2009 đến ngày 30 tháng 6 năm 2009[4][5]: VCTV thực hiện việc chuyển đổi phát sóng từ vệ tinh Measat 2 sang Vinasat 1.
- Ngày 1 tháng 7 năm 2009[4][5]: Hoàn tất chuyển đổi phát sóng từ vệ tinh Measat 2 sang Vinasat 1.

Ngày 12 tháng 6 năm 2009, Trung tâm Kỹ thuật Truyền hình cáp Việt Nam (VCTV), cùng với Canal+ Group đã công bố thành lập liên doanh Công ty TNHH Truyền hình số vệ tinh Việt Nam (VSTV). Với sự hợp tác này, dịch vụ truyền hình số vệ tinh DTH của VCTV sẽ do Công ty VSTV quản lý.
- Tháng 11 năm 2009[7]: số lượng kênh trên DTH đã tăng từ 21 kênh trước đây trên Measat 2 lên 39 kênh, đồng thời cơ cấu lại gói kênh thành 2 gói kênh là Access và Family.
- Ngày 12 tháng 1 năm 2010: VSTV công bố tên thương hiệu mới cho dịch vụ truyền hình số vệ tinh - K+, đồng thời ra mắt gói kênh thứ 3 là gói kênh Premium.[8]
- Ngày 24 tháng 3 năm 2010[9][10]: Công bố phát sóng kênh truyền hình đầu tiên của K+ - kênh K+1. Cùng ngày, K+ tuyên bố sở hữu độc quyền bản quyền các giải bóng đá: vô địch bóng đá Tây Ban Nha (La Liga), UEFA Champions League và UEFA Europa League.
- Tháng 7 năm 2010[11]: K+ công bố độc quyền các trận bóng đá ngày chủ nhật (Super Sunday) của giải bóng đá Ngoại hạng Anh (Premier League), cũng như giải vô địch bóng đá Italia (Serie A). Điều đáng nói là để xem được các trận bóng đá Anh vào ngày chủ nhật, khán giả phải trả một số tiền rất lớn cho K+. Sự việc này đã nhận được rất nhiều phản ứng tiêu cực gay gắt từ dư luận trong nước.
- Ngày 14 tháng 8 năm 2010[12]: K+ phát sóng kênh truyền hình thứ 2 - kênh K+ Nhịp sống. Cùng thời điểm này, K+ đã chia sẻ gói 2 kênh K+ cho FPT và Viettel.
- Tháng 10 năm 2010[13]: K+ ra mắt gói kênh truyền hình độ phân giải cao (HDTV), đồng thời phát sóng 2 kênh K+1 và K+ Nhịp sống ở tiêu chuẩn hình ảnh HD.
- Ngày 20 tháng 1 năm 2011[14]: Ra mắt kênh truyền hình thứ 3 – kênh K+ Phong cách.
- Ngày 31 tháng 5 năm 2011[15][16]: K+ cơ cấu lại các gói kênh thành các gói mới: Access+, Premium+ và HD+.
- Tháng 12 năm 2011: K+ hợp tác với VCTV, đưa gói 2 kênh K+ vào hệ thống truyền hình cáp kỹ thuật số HD-VCTV.
- Ngày 1 tháng 8 năm 2013[17][18][19]: Ra mắt kênh truyền hình thứ 4 – kênh K+ Phái mạnh.
- Ngày 20 tháng 11 năm 2013[20][21]: K+ đã hợp tác với VNPT để đưa gói kênh K+ vào dịch vụ truyền hình IPTV của VNPT (MyTV).
- Ngày 8 tháng 3 năm 2014[22]: K+ cơ cấu lại gói kênh thành 2 gói kênh mới: Access+ và Premium HD+.
- Ngày 1 tháng 10 năm 2014[23][24]: K+ hợp tác với Truyền hình cáp Hà Nội (HCATV), đưa gói kênh K+ vào hệ thống truyền hình cáp kỹ thuật số của HCATV.

Ngày 5 tháng 12 năm 2014, Tổng Công ty Truyền hình cáp Việt Nam (VTVcab, trước đây là VCTV) chính thức rút khỏi liên doanh VSTV, chuyển quyền chủ đầu tư cho Đài Truyền hình Việt Nam (VTV). Tỷ lệ vốn trong liên doanh VSTV không thay đổi, trong đó VTV tiếp tục nắm giữ 51% và Canal+ là 49%. Theo đại diện liên doanh, việc Đài Truyền hình Việt Nam trực tiếp sở hữu vốn trong liên doanh VSTV sẽ bảo đảm tập trung quản lý, thuận lợi hơn cho K+.
- Ngày 1 tháng 3 năm 2016[26]: K+ sát nhập 2 gói cước Access+ và Premium HD+ thành một gói thuê bao duy nhất là Premium+, đồng thời hạ giá thành thuê bao. Cùng ngày, K+ ra mắt ứng dụng MyK+ - ứng dụng xem các kênh truyền hình K+ trực tuyến dành cho thuê bao của truyền hình số vệ tinh K+.
- Ngày 1 tháng 8 năm 2016[27][28]: K+ hợp tác với HTVC, đưa gói kênh K+ vào hệ thống truyền hình cáp kỹ thuật số của HTVC.
- Ngày 22 tháng 9 năm 2016[29]: Ra mắt ứng dụng MyK+ Now - ứng dụng xem các kênh truyền hình K+ trực tuyến dành cho những thuê bao không sử dụng truyền hình số vệ tinh K+.
- Tháng 2 năm 2018[30][31]: K+ hợp tác với SCTV, đưa gói kênh K+ vào hệ thống truyền hình cáp kỹ thuật số của SCTV.
- Ngày 30 tháng 5 năm 2018[32]: K+ dừng hỗ trợ thuê bao đầu thu Opentel ODS4000V (đầu thu truyền hình số vệ tinh DTH của VCTV trước đây), đồng thời chấm dứt sử dụng hệ mã khoá Viaccess và chuyển hoàn toàn sang việc sử dụng hệ mã khoá Nagravision.
- Ngày 28 tháng 9 năm 2018[33]: K+ ra mắt đầu xem truyền hình qua Internet K+ TV Box; nhằm đơn giản hóa quá trình lắp đặt, giảm chi phí, không bị hạn chế bởi hướng nhà để thu tín hiệu vệ tinh.
- Ngày 1 tháng 10 năm 2021[34][35]: K+ cho ra mắt kênh truyền hình thứ 5 - kênh thiếu nhi K+KIDS, đồng thời thay đổi tên gọi và nhận diện của các kênh truyền hình do K+ sản xuất và biên tập.
- Ngày 14 tháng 4 năm 2022[36]: K+ hợp tác với VieON, đưa gói kênh K+ vào hệ thống truyền hình OTT của VieON.
- Ngày 5 tháng 5 năm 2022[37][38]: K+ quy hoạch lại gói kênh trên hạ tầng truyền hình kỹ thuật số vệ tinh (DTH) và trên ứng dụng K+ thành 2 gói kênh mới: gói kênh Tiện lợi và gói kênh Trọn vẹn.
- Ngày 16 tháng 2 năm 2023: K+ ra mắt gói FPT Play SPORT trên App K+[39] để trọn vẹn UEFA Champions League và các cúp Châu Âu. Gói cước này được duy trì đến hết mùa giải 2023/2024.
- Ngày 1 tháng 1 năm 2024: K+ dừng hợp tác và phát sóng với Truyền hình cáp Hà Nội (HCATV).
- Ngày 1 tháng 10 năm 2024: K+ chính thức thay đổi bộ nhận diện thương hiệu mới của 5 kênh truyền hình do K+ sản xuất và biên tập với hai màu chủ đạo là nền đen và nền đỏ, chữ màu trắng. K+ cũng cho ra mắt chiến dịch "K+ Mới" (The New K+), ra mắt nội dung giải trí miễn phí riêng tới người dùng.[40]
- Ngày 16 tháng 8 năm 2025: K+ dừng hợp tác và phát sóng với dịch vụ truyền hình OTT VieON.

## Công nghệ
K+ sử dụng kỹ thuật truyền tín hiệu trên nền tảng DTH (Direct To Home - trực tiếp qua vệ tinh) và những công nghệ tiên tiến về truyền hình. Dịch vụ truyền hình K+ phủ sóng trên toàn lãnh thổ của Việt Nam thông qua vệ tinh, sử dụng công nghệ kỹ thuật số để truyền tín hiệu hình ảnh và âm thanh, có khả năng phát các kênh SD và kênh HD. Tín hiệu các kênh truyền hình phát trên K+ được thu tại Trạm phát lên vệ tinh của K+ tại Vĩnh Yên, tỉnh Vĩnh Phúc qua vệ tinh Vinasat 1 và được truyền đi khắp cả nước. Toàn bộ các kênh do K+ cung cấp được trang bị công nghệ mã hóa do hãng Nagravision phát triển nhằm đảm bảo an toàn cho các gói kênh và bảo vệ các chủ sở hữu bản quyền kênh.
Ngoài ra, K+ còn sử dụng kỹ thuật truyền tín hiệu trên nền tảng OTT (Over The Top) để xem các kênh thuộc hệ thống truyền hình K+ có bản quyền trên các thiết bị như điện thoại thông minh, máy tính bảng, máy tính xách tay, Smart TV có kết nối internet bằng ứng dụng K+ (trước đây là MyK+/MyK+ Now) và qua hạ tầng đầu xem truyền hình internet K+ TV Box.

## Nhóm kênh K+ sản xuất
| Tên kênh  | Tên kênh cũ                 | Thông tin |
| --------- | --------------------------- | --- |
| K+SPORT 1 | K+ Phái Mạnh (K+PM)         | - Ra mắt vào ngày 1 tháng 8 năm 2013. Ban đầu, K+PM được định hướng kênh truyền hình đầu tiên của Việt Nam cho nam giới với những chương trình thể thao, phim truyện và giải trí mang tính chất gay cấn, mạnh mẽ. - Từ năm 2016, K+PM cũng được định vị lại nội dung là kênh chuyên về thể thao, phát sóng các nội dung như: bóng đá (của các giải bóng đá châu Âu), tennis, bóng chuyền, đua xe, golf, tạp chí thể thao. - Đến năm 2018, K+PM tập trung toàn bộ thời lượng phát sóng các chương trình chuyên về bóng đá như Bản tin Thể thao, Talkshow, tạp chí bóng đá, bình luận bóng đá,... tường thuật & trực tiếp các trận đấu hay nhất của các giải đấu mà K+ có bản quyền thay cho kênh K+1. Bên cạnh đó, khi cần kênh cũng phát sóng các sự kiện thể thao khác như quần vợt, đua xe WRC,.. - Từ 1 tháng 10 năm 2021, kênh K+PM được đổi tên thành kênh K+SPORT 1. |
| K+SPORT 2 | K+ Phong cách (K+PC)        | - Ra mắt vào ngày 20 tháng 1 năm 2011. Ban đầu, K+PC được định hướng là Kênh truyền hình giải trí tổng hợp với các nội dung về văn hóa, ẩm thực, du lịch và thể thao. Ngoài ra kênh còn trực tiếp các trận đấu của những giải bóng đá quốc tế vào các ngày cuối tuần. - Từ năm 2016, K+PC được định vị lại nội dung là kênh truyền hình chuyên biệt về thể thao, phát sóng và tường thuật các giải đấu thể thao trong suốt thời lượng phát sóng. - Từ 1 tháng 10 năm 2021, kênh K+PC được đổi tên thành kênh K+SPORT 2. |
| K+CINE    | K+1                         | - Ra mắt vào ngày 24 tháng 3 năm 2010. Thời gian đầu lên sóng, K+1 được định hướng là kênh Thể thao và Giải trí cao cấp; ngoài phát sóng trực tiếp các giải bóng đá và các chương trình thể thao đồng hành (Bản tin Điểm hẹn thể thao, Đội tuyển tôi yêu...), K+1 còn dành phần nhiều thời lượng để phát sóng các chương trình giải trí như phim điện ảnh đặc sắc, chương trình giải trí cho gia đình, phim tài liệu và phim truyền hình,... - Từ 2016 đến 2017, với việc sắp xếp lại nội dung phát sóng, K+1 giảm thời lượng các chương trình thể thao, chỉ còn phát sóng trực tiếp các trận đấu lớn của các giải Ngoại hạng Anh (EPL), V. League và La Liga, gia tăng thời lượng cho các bộ phim điện ảnh và phim truyền hình. - Từ năm 2018, K+1 tập trung toàn bộ thời lượng của kênh cho phim điện ảnh hàng đầu và phim truyền hình châu Á - Châu Âu và châu Mỹ đặc sắc, chỉ trực tiếp bóng đá và các giải đua xe Công thức 1 trong trường hợp các kênh còn lại đã bị kín sóng. - Từ ngày 1 tháng 10 năm 2021, kênh K+1 được đổi tên thành kênh K+CINE với định vị là kênh phim truyện. |
| K+ACTION  | K+ Nhịp Sống (K+NS), K+LIFE | - Ra mắt vào ngày 14 tháng 8 năm 2010. Được định hướng là kênh truyền hình dành cho giới trẻ, các nội dung trên K+NS bao gồm tường thuật các giải bóng đá nổi tiếng thế giới (Ngoại Hạng Anh), các chương trình ca múa nhạc, phim truyền hình, phim điện ảnh, v.v... - Từ năm 2018, K+NS bổ sung thêm các nội dung về khám phá tự nhiên (Love Nature 4K) và chương trình thiếu nhi (từ kênh Zoo Moo của Blue Ant Media). - Đến năm 2019, K+NS cũng tập trung toàn bộ thời lượng phát sóng các series phim truyền hình châu Á (Trung Quốc, Hàn Quốc...) và phim điện ảnh cuối tuần, cũng như tường thuật trực tiếp các trận bóng đá, giải đua xe Công thức 1 mỗi cuối tuần. - Từ ngày 1 tháng 10 năm 2021, kênh K+NS được đổi tên thành K+ LIFE với định vị là kênh giải trí tổng hợp - Từ 06h00 ngày 16 tháng 10 năm 2023, kênh K+ LIFE đổi tên thành kênh K+ACTION - kênh truyền hình bản địa đầu tiên dành cho thể loại phim hành động, kịch tính tại Việt Nam, nhưng kênh vẫn định vị là kênh giải trí tổng hợp.                                                                          |
| K+KIDS    |                             | Ra mắt vào ngày 1 tháng 10 năm 2021. Nội dung của kênh là các chương trình thiếu nhi, phim hoạt hình. |

## Các hoạt động
- Truyền hình số vệ tinh
- Truyền hình OTT
- Quảng cáo
- Sản xuất phim truyền hình & chiếu rạp
- Sản xuất nội dung chương trình truyền hình